# 山根剛
山根剛（日语：山根 ゴウ，1972年7月16日—），日本男性配音員、旁白。出身於兵庫縣。

## 人物簡介
現為自由身，原屬賢Production。舊藝名山根剛（やまね たけし），現用藝名山根。從事成人動畫的配音時別名重谷麻也（じゅうや まや）。

## 演出作品
※粗體字表示說明飾演的主要角色。

### 電視動畫
1998年
- 吉本無知子物語（日语：ヨシモトムチッ子物語）（英俊蟲C）

2003年
- 原子小金剛 (2003年版)（接線員）
- DEAR BOYS（五十嵐修）

2004年
- 怪傑佐羅利（海賊、殭屍、觀眾、鱷魚、卡片君D、邦格）

2007年
- AYAKASHI（永淵剛史）

### 成人OVA
- 東京鎮魂歌（日语：東京鎮魂歌）（南部博人）

### 遊戲
1996年
- （葛雷）

1997年
- 豪血寺一族3（日语：豪血寺一族）（拉利·萊特、克利斯·溫因）

1998年
- 快打旋風EX2（日语：ストリートファイターEX）（肯（日语：ケン・マスターズ）、布蘭卡（日语：ブランカ (ストリートファイター)））

1999年
- 快打旋風EX2 PLUS（肯、布蘭卡）

2000年
- 奧玆魔法使 ～Another world～ Rung Rung（ブリキの木こり）
- 快打旋風EX3（布蘭卡）

2005年
- 伊蘇IV MASK OF THE SUN -a new theory-（格爾達）
- 天外魔境III Namida（左之隼）
- 傳說猜謎王決定戰（日语：伝説のクイズ王決定戦）（主持人 等）
- 幽靈王國（日语：ファントム・キングダム）

2006年
- 伊蘇V -Lost Kefin,Kingdom of Sand-（史坦）
- 世界的一切 ～two of us～（日语：世界ノ全テ -two of us-）（村上秀一）
- 夜明前的琉璃色 -Brighter than dawning blue-（其他）
- 夜明前的琉璃色 PORTABLE（其他）

2008年
- 命運召喚士 ～亞雀的精靈石～ Deluxe（亞雀·普萊姆菲爾德的父親）

2009年
- 人中之龍3（幫派混混 等）

2012年
- 黑豹2 人中之龍 阿修羅篇（鈴木）

2013年
- 妖精劍士f

### 成人遊戲
- Natural2 -DUO-（奈良橋翔馬）
- SinsAbell ～緋昏空遠～（當麻聖）

### 廣播劇CD
- 快打旋風EX2（日语：ストリートファイターEX）系列（肯）
- 水瓶戰記 ～獵戶座少年～（學生）
- Lover Song（工作人員／採訪人員）
- 天堂有聲劇場「冒☆」
- 通靈戰士（日语：ファントム・ブレイブ） Original Soundtrack（Ｂ）
- 鍊金術士伊莉絲 永恆的瑪那2 原聲廣播劇Vol.2（店主）
- 魔塔大陸 在世界終結續詠詩篇的少女 ～約束～（クルー·アッハ）
- 月光嘉年華 狂亂的生日 -COMPLEANNO DELLA PAZZIA-（觀光客A）
- Monster Collection召喚士 出花束小別涙。（士兵）
- 暮蟬悲鳴時 ～消遣篇～（公安室長）
- 幻想水滸傳 廣播劇CD Vol.2（星辰劍）
- S.Y.K ～新說西遊記～（日语：S.Y.K 〜新説西遊記〜） 廣播劇CD ～曼珠沙華夢塵～（妖怪）